# Awgustowka
Awgustowka (russisch Августовка, deutsch Drangsitten, Graventhien und Johnken) ist der gemeinsame Name dreier ursprünglich eigenständiger Orte in der russischen Oblast Kaliningrad, die zur Dolgorukowskoje selskoje posselenije (Landgemeinde Dolgorukowo (Domtau)) im Rajon Bagrationowsk (Kreis Preußisch Eylau) gehören.

## Geographische Lage
Awgustowka liegt nordwestlich der Stadt Bagrationowsk (Preußisch Eylau). Mitten durch die Ortschaft zieht sich von Südosten nach Nordwesten das Flüsschen Pasmar (russisch: Maiskaja). Eine Nebenstraße verbindet Awgustowkla mit Bagrationowsk einerseits und mit Slawskoje (Kreuzburg) andrerseits und führt darüber hinaus bis zur russischen Fernstraße R 516 (Teilstück der ehemaligen Reichsautobahn Berlin–Königsberg „Berlinka“). 
Die nächste Bahnstation ist Bagrationowsk als Endpunkt einer von Kaliningrad (Königsberg) kommenden Bahnlinie. Bis 1945 bestand außerdem über die Station Stablack Anschluss an die Bahnstrecke von Heiligenbeil (russisch: Mamonowo) über Zinten (Kornewo) nach Bagrationowsk, die im letzten Teilbereich jetzt jedoch nur noch für Militärverkehr genutzt wird.

## Geschichte

### Bis 1945

#### Awgustowka/Drangsitten
Das ehemals Drangsitten genannte Gutsdorf liegt am Ostufer des Pasmar (russisch: Maiskaja) und sechs Kilometer von Bagrationowsk (Preußisch Eylau) entfernt. Am 26. Juli 1897 wurde aus den Gütern Drangsitten und Johnken (russisch ebenfalls: Awgustowka) des Gutsbezirks Knauten (Prudki) die neue Landgemeinde Drangsitten im Amtsbezirk Knauten gebildet. Dieser gehörte zum Landkreis Preußisch Eylau im Regierungsbezirk Königsberg der preußischen Provinz Ostpreußen. Am 7. September 1904 fand eine Umgliederung aus dem Amtsbezirk Knauten in den Amtsbezirk Wogau (russisch: Lermontowo) statt. Im Jahre 1910 zählte Drangsitten 147 Einwohner.
Am 30. September 1928 gab Drangsitten seine Eigenständigkeit auf und vereinigte sich mit Wogau (Lermontowo) zur neuen Landgemeinde Wogau. Infolge des Zweiten Weltkrieges kam Drangsitten mit dem nördlichen Ostpreußen zur Sowjetunion und erhielt 1946 die russische Bezeichnung „Awgustowka“.

#### Awgustowka (Kamyschewo)/Graventhien
Sieben Kilometer von Bagrationowsk (Preußisch Eylau) entfernt auf der westlichen Seite des Pasmar (russisch: Maiskoaja) liegt der ehemals Graventhien genannte Ortsteil, ein Ort mit früher großem Gut und einer Wassermühle. Im Jahre 1874 wurde das Gutsdorf in den Amtsbezirk Dexen eingegliedert, der zum Landkreis Preußisch Eylau im Regierungsbezirk Königsberg der preußischen Provinz Ostpreußen gehörte. 1910 waren in Graventhien 105 Einwohner registriert.
Am 20. Februar 1925 wurde die Landgemeinde Posmahlen (russisch: Puschkino) ohne die Exklave Klein Dexen (Furmanowo) aus dem Amtsbezirk Wogau (Lermontowo) in den Gutsbezirk Graventhien eingegliedert, und am 30. September 1928 schlossen sich die Gutsdörfer Görken (Dubrowka) und Graventhien zur neuen Landgemeinde Graventhien zusammen. Per 14. Mai 1930 erfolgte die Umgliederung Graventhiens aus dem Amtsbezirk Dexen in den Amtsbezirk Wogau. Bis 1933 stieg die Einwohnerzahl auf 301 und betrug 1939 bereits 315.
Auch Graventhien kam 1945 zur Sowjetunion und erhielt 1946 die russische Bezeichnung „Kamyschewo“.

##### Persönlichkeit des Ortes
- Gustav von Deutsch (* 7. Februar 1825 in Graventhien; † 1878), deutscher Jurist, Offizier im amerikanischen Bürgerkrieg

#### Awgustowka/Johnken
Das einstige Vorwerk und einst Johnken genannte spätere Gutsdorf liegt sieben Kilometer westlich von Bagrationowsk (Preußisch Eylau). Am 26. Juli 1897 wurde aus den Gütern Johnken und Drangsitten (russisch auch: Awgustowka) des Gutsbezirks Knauten (Prudki) die neue Landgemeinde Drangsitten gebildet, mit deren weiterer Geschichte Johnken eng verbunden war. Es gehörte zum Landkreis Preußisch Eylau im Regierungsbezirk Königsberg der preußischen Provinz Ostpreußen.
Wie Drangsitten und Graventhien kam auch Johnken 1945 zur Sowjetunion und erhielt 1946 die russische Bezeichnung „Awgustowka“.

### Seit 1946
Die drei ehemals Drangsitten und Johnken bzw. Graventhien genannten Ortschaften mit den russischen Namen Awgustowka und Kamyschewo gehörten bis zum Jahre 2009 zum Orechowski sowjet (Dorfsowjet Orechowo (Althof)). Die Ortschaft Kamyschewo wurde 1993 umbenannt und erhielt wie die beiden Nachbarorte den Namen Awgustowka.
In den Jahren 2008/9 fand in der Oblast Kaliningrad eine Struktur- und Verwaltungsreform statt, in deren Folge Awgustowka mit seinen drei Ortsteilen eine als „Siedlung“ (russisch: possjolok) eingestufte Ortschaft innerhalb der Dolgorukowskoje selskoje posselenije (Landgemeinde Dolgorukowo (Domtau)) im Rajon Bagrationowsk wurde.

## Kirche
Vor 1945 waren die Einwohner von Drangsitten, Graventhien und Johnken fast ausnahmslos evangelischer Konfession. Während Drangsitten und Johnken in das Kirchspiel Schmoditten (russisch: Rjabinowka) eingepfarrt waren, gehörte Graventhien zum Pfarrsprengel Klein Dexen (Furmanowo), ab 1938 Stablack (Dolgorukowo). Sie lagen im Kirchenkreis Preußisch Eylau (Bagrationowsk) innerhalb der Kirchenprovinz Ostpreußen der Kirche der Altpreußischen Union.
Während der Zeit der Sowjetunion war kirchliches Leben staatlicherseits verboten. Erst in den 1990er Jahren bildeten sich in der Oblast Kaliningrad neue evangelische Gemeinden, von denen die Dorfkirchengemeinde in Gwardeiskoje (Mühlhausen) Awgustowka am nächsten liegt. Sie ist eine Filialgemeinde der Auferstehungskirche in Kaliningrad (Königsberg) und gehört zur Propstei Kaliningrad der Evangelisch-lutherischen Kirche Europäisches Russland (ELKER).